# Tom Leeb
Tom Leeb (født 21. marts 1989) er en fransk humorist, skuespiller, sanger og sangskriver.
Han udgav sit debutalbum Recollection i september 2019. I begyndelsen af 2020 blev han internt udvalgt af France Télévisions til at repræsentere Frankrig ved Eurovision Song Contest 2020, der skulle have været afholdt i Rotterdam med sangen The Best in Me. Eurovision Song Contest 2020 blev imidlertid aflyst på grund af COVID-19-pandemien.

## Film
- 2014: Avis de mistral - Tiago
- 2018: [Edmond - Léonidas „Léo“ Volny
- 2021 8 rue de l' Humanité - Dany Boon (Netflix)
- 2021 Pierre & Jeanne - Clémentine Célarié fra Guy de Maupassants roman

## Diskografi

### Alben
- Tom Leeb (2018)
- Recollection (2019)

### Singles
- We Are Too Late (2018)
- Go On (2018)
- Sun (2019)